# Tii-Maria Romar
Tii-Maria Romar (Korsholm, 9 agosto 1986) è un'ex sciatrice alpina finlandese.

## Biografia
Sorella di Andreas, a sua volta sciatore alpino, e attiva in gare FIS dal dicembre del 2001, la Romar esordì in Coppa Europa il 5 febbraio 2004 a Lenggries in slalom speciale e in Coppa del Mondo il 27 gennaio 2006 a Cortina d'Ampezzo in supergigante, in entrambi i casi senza completare la prova. Il 15 novembre 2008 colse a Levi in slalom speciale il miglior piazzamento in Coppa del Mondo (22ª); il 22 novembre seguente conquistò a Funäsdalen nella medesima specialità l'unico podio in Coppa Europa (2ª) e ai successivi Mondiali di Val-d'Isère 2009, sua unica presenza iridata, si classificò 35ª sempre in slalom speciale. Prese per l'ultima volta il via in Coppa del Mondo il 17 gennaio 2010 a Maribor in slalom speciale, senza completare la prova, e si ritirò durante la stagione 2012-2013; la sua ultima gara fu uno slalom speciale FIS disputato il 27 gennaio a Snowbird, chiuso dalla Romar al 4º posto.

## Palmarès

### Coppa del Mondo
- Miglior piazzamento in classifica generale: 114ª nel 2009

### Coppa Europa
- Miglior piazzamento in classifica generale: 76ª nel 2008 e nel 2009
- 1 podio:
  - 1 secondo posto

### Campionati finlandesi
- 6 medaglie:
  - 3 argenti (supergigante, slalom gigante, supercombinata nel 2009)
  - 3 bronzi (supergigante, slalom speciale nel 2007; slalom gigante nel 2008)